# I. Boleszláv cseh fejedelem
I. Boleszláv, más néven Kegyetlen Boleszláv (csehül: Boleslav I. Ukrutný), (912 – 967. július 15.) cseh fejedelem 935-től haláláig, ő hozta létre a középkori cseh állam alapjait.

## Élete
Miután része volt bátyjának, I. Vencel fejedelemnek meggyilkolásában, Boleszláv Csehország uralkodója lett. Később keresztény hitre tért. Prágát országa tényleges kormányzati központjává tette, elősegítette a kereszténység terjedését, és cseh történészek szerint országához csatolta a mai Morvaország, Szlovákia és Szilézia területét. Amikor I. Ottó német-római császár  támadást intézett ellene (950) kénytelen volt a német királyt elismerni hűbérurának. Feudális kötelékei azonban formálisak maradtak és Csehországnak sikerült megőriznie autonómiáját. Jó néhány évvel később Boleszláv Ottóval szövetségben szállt szembe a magyarok támadásával, és a Lech-mezei csatában (955) egy cseh csapatot vezetett a magyarok ellen.

## Szerepe a 955-ös lech mezei(augsburgi) csatában
Otto és valószínűleg Boleslav éppen Németország északi részén harcolt a polábiai szlávok ellen.  Amint  hírnökei meghozták a magyar invázió hírét, Otto nem habozott, és azonnal elindult Augsburg felé, amelyet már magyar csapatok ostromoltak.  A Lech-parti csata a kora középkori Európa egyik legfontosabb ütközete volt, amely megállította az magyar törzsek előrenyomulását Nyugat-Európába.
A magyarok nem vártak semmit, átkeltek a Lech folyón, megkerülték a sereget és nyilakkal robbantották az utolsó légiót.  Aztán hatalmas kiáltozás kíséretében rohamot indítottak, néhányat megöltek, másokat elfogtak, az összes poggyászt lefoglalták, és a légió maradék embereit menekülésre bocsátották.” – Widukind
Ottó 955. augusztus 8-án érkezett a harctérre. A hadsereg 8 légióból állt, az utolsó nyolcadik légió 1000 nagyon jól felfegyverzett csehből állt.  Augusztus 10-én reggel a magyar hadsereg átgázolta a Lech folyót, amely eddig elválasztotta a két sereget.  A magyarok bekerítették a fősereget és megsemmisítették a cseh és sváb légiót.  A magyarok előrenyomulását Lotaringiai Konrád herceg a negyedik légióval megállította, és kiszabadította a foglyokat.  Ezt követően az Otto vezette fősereg a sváb és cseh sereg maradványaival beavatkozott, amely átűzte a magyarokat a folyón, ahol az üldözők megverték őket.
Boleslav részvételét a lechi csatában már František Palacký is elutasította.  A Svatohavel Annals szerint Boleszláv egy bizonyos Lele nevű magyar herceget győzött le.  František Palacký úgy vélte, hogy a többi magyar túlélte a Lech-i csatát, és úgy döntött, hogy legalább Csehországot kifosztja. Ezt már Václav Novotný is elutasította, aki úgy vélte, hogy ez a hadsereg egy másik része, amely kezdettől fogva Csehország felé tartott.  Novotný azt is leszögezi, hogy a csata Morvaországban zajlott, és szerinte ez a győzelem segítette Boleslavot meghódítani azt.[87]. Makk Ferenc szerint ez késöbb történt és csak a Morava folyóig terjedt maximum a cseh befolyás, szó nem volt a mai Szlovákia területének elfoglalásáról, de Taksony nem segítette a csehek ellen a fehér horvátokat, mivel nem akarta I Ottót belevonni a konfliktusba.

## Uralkodása 955 után haláláig
A 10. század 60-as éveiben Ibrahim ibn Jakub kereskedő Prágába látogatott.  Tájékoztat Boleszláv birodalmának kiterjedéséről, amely állítólag egészen Krakkóig terjedt.  Jákúb azon állítása alapján, hogy az út Boleszláv birodalma határáig körülbelül három hétig tart Prágától, Michal Lutovský úgy vélte, hogy Boleszlav irányítja a területet egészen a Nyugati-Bug, Styr és San folyókig, ahol a Cseh Hercegség találkozott a Kijevi Ruszszal, amely egy haderő volt. birodalmaival összehasonlítható.  A meghódított területeken kereskedőút vezetett, valószínűleg a terjeszkedés fő oka, amely már az Ibériai-félsziget arabok által ellenőrzött déli részén megindult, és Franciaországon keresztül Prágába és Krakkóba, ahol Kijevig tartott. Ezen a területen nagyszámú rabszolga élt is, akik valószínűleg Csehország gazdasági növekedésének okai voltak.  A Prágából Krakkóba vezető útvonal miatt Morvaország északi része szinte biztosan Boleszláv birodalmához tartozott.  Ezen kívül Olmützben sok dénár található abból az időből. Martin Wihoda úgy vélte, Morvaország déli részén Boleslavnak meg kell elégednie egy puszta tiszteletdíjjal, Michal Lutovský is ezen a véleményen volt, és azzal a lehetőséggel is, hogy ez a  "tiszteletadás" a mai Nyugat-Szlovákiából is érkezett.  Morvaországot valószínűleg csak a magyarok augsburgi veresége után hódították meg,  Krakkó elfoglalása Václav Novotný szerint valószínűleg 950 előtt történt.
A kelet-csehországi területet sokáig a Slavnikov család önálló fejedelemségének tekintették, akik kihasználták I. Boleszláv 950 utáni meggyengülését, és meghódították az ország majdnem felét.  Ha azonban Boleslav ellenőrizte Morvaországot vagy akár a távoli Krakkót is, kétségtelen, hogy Kelet-Csehországot is kézben kellett tartania. Slavníkot, a Slavníkov család első dokumentált tagját Kelet-Csehországba küldték adminisztrátornak, vagy a Přemyslov család mellékágából származhatott.
A 10. század 60-as éveinek elején háború dúlt Csehországtól északra Lengyelország és a már Wichmann által vezetett Veletek között. I. Mieszko[Mesek]  lengyel herceg is konfliktusban állt a Geri Magdeburgban székelő déli Márk őrgrófjával, aki a merseburgi Dětmar szerint adófizetésre kényszerítette volna. Mieszkó úgy döntött, hogy Boleslavhoz fordul segítségért, aki lánya, Doubravka kezét nyújtotta neki.  Mieszkó beleegyezett az ajánlatba 965-ben. Valószínűleg Doubravka volt az, ak a keresztény hitre térítette.  Wichmannt azonban nem ijesztette meg a cseh-lengyel szövetség, és 967-ben ismét megtámadta Lengyelországot, ezúttal a volhíniaiak támogatásával.  Mieszkó, akit ezúttal Volyňany cseh hadserege is megerősített, nemcsak legyőzte, de meg is ölte főparancsnokukat.
Boleslav élete végét főként a prágai egyházmegye megalapításának szentelte.  Valószínűleg 966-ban érkezett Rómába XIII. János pápahoz egy küldöttség, amelyet Boleslav lánya, Mlada vezetett.  Az üzenet célja valószínűleg a prágai püspökség és az első kolostor felállítása volt cseh területen.  Míg a kolostort valószínűleg nem sokkal Mladina visszatérése után alapították, az első kolostor a prágai várban található Szent György bencés kolostor volt, ahol Mlada lett az első apátnő.  A püspökséget elsősorban Michael regensburgi püspök ellenállása miatt nem alapították csak Boleslav halála után.  Boleslav egy bizonyos év július 15-én halt meg.  Míg a régebbi történetírás, mint például Václav Novotný vagy František Palacký egyetértett Kosmával, aki azt állítja, hogy Boleslavnak 967-ben kellett volna meghalnia, az újabb történészek, például Dušan Třeštík vagy Michal Lutovský úgy vélik, hogy Boleslav ő csak 5 évvel később, 972-ben halt meg. A Corvey-i Widukind 967-ben Boleslavot Mieszko generálisaként említi, ami jelentheti a vejét és a sógort is, ugyanakkor Widukind semmit sem tud az új cseh hercegről.   Dušan Třeštík még azt is kijelenti, hogy Kosmas azért találta ki a 967-es évet, hogy ne Boleslavnak kelljen tulajdonítania a prágai püspökség megalapításában szerzett érdemeit.  A 972-es év, mint Boleszláv halálának éve, a Cseh Krónikákban is megjelenik, amelynek szerzője valószínűleg régebbi és hiteles forrásokra támaszkodott.

## Jegyzetek

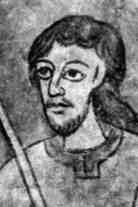
I. Boleszláv

## Családfa
| I. Borivoj * 853 k. † 894? | I. Borivoj * 853 k. † 894? |                                    |                                    | Szent Ludmilla * 860 k. † 921. IX. 15. | Szent Ludmilla * 860 k. † 921. IX. 15. |  |  | ? | ? |                      |                      | ? | ? |
|                            |                            |                                    |                                    |                                        |                                        |  |  |   |   |                      |                      |   |   |
|                            |                            |                                    |                                    |                                        |                                        |  |  |   |   |                      |                      |   |   |
|                            |                            | I. Vratiszláv * 888 † 921. II. 13. | I. Vratiszláv * 888 † 921. II. 13. |                                        |                                        |  |  |   |   | Drahomíra † 935 után | Drahomíra † 935 után |   |   |
|                            |                            |                                    |                                    |                                        |                                        |  |  |   |   |                      |                      |   |   |
|                            |                            |                                    |                                    |                                        |                                        |  |  |   |   |                      |                      |   |   |
|                            |                            |                                    |                                    |                                        |                                        |  |  |   |   |                      |                      |   |   |

|                                      |                                      | Biagota ? OO              | Biagota ? OO              | I. Boleszláv * 912 † 967. VII. 15. | I. Boleszláv * 912 † 967. VII. 15. |                     |                     |  |  |
|                                      |                                      |                           |                           |                                    |                                    |                     |                     |  |  |
|                                      |                                      |                           |                           |                                    |                                    |                     |                     |  |  |
|                                      |                                      |                           |                           |                                    |                                    |                     |                     |  |  |
| II. Boleszláv * 932 k. † 999. II. 7. | II. Boleszláv * 932 k. † 999. II. 7. | Strachkvas * 935 k. † 996 | Strachkvas * 935 k. † 996 | Doubravka † 977                    | Doubravka † 977                    | Mlada † 994. IV. 9. | Mlada † 994. IV. 9. |  |  |